# Цзєсі
23°25′47″ пн. ш. 115°50′02″ сх. д. / 23.42972° пн. ш. 115.83387° сх. д.
Цзєсі (кит. 揭西县, пін. Jiēxī Xiàn) — один із повітів КНР у складі префектури Цзєян, провінція Гуандун. Адміністративний центр — містечко Хепо.

## Географія
Цзєсі лежить на заході префектури.

### Клімат
Повіт знаходиться у зоні, котра характеризується вологим субтропічним кліматом. Найтепліший місяць — липень із середньою температурою 28,6 °C. Найхолодніший місяць — січень, із середньою температурою 14,2 °С.
| Клімат повіту Цзєсі     | Клімат повіту Цзєсі | Клімат повіту Цзєсі | Клімат повіту Цзєсі | Клімат повіту Цзєсі | Клімат повіту Цзєсі | Клімат повіту Цзєсі | Клімат повіту Цзєсі | Клімат повіту Цзєсі | Клімат повіту Цзєсі | Клімат повіту Цзєсі | Клімат повіту Цзєсі | Клімат повіту Цзєсі | Клімат повіту Цзєсі |
| Показник                | Січ.                | Лют.                | Бер.                | Квіт.               | Трав.               | Черв.               | Лип.                | Серп.               | Вер.                | Жовт.               | Лист.               | Груд.               | Рік                 |
| Середній максимум, °C   | 19,7                | 20,4                | 22,6                | 26,6                | 29,8                | 31,6                | 33,4                | 33                  | 31,8                | 29,6                | 26,1                | 21,8                | 27,2                |
| Середня температура, °C | 14,2                | 15,3                | 17,9                | 22                  | 25,3                | 27,4                | 28,6                | 28,2                | 27,1                | 24,3                | 20,3                | 16                  | 22,2                |
| Середній мінімум, °C    | 10,6                | 12                  | 14,7                | 18,9                | 22,1                | 24,5                | 25,4                | 25,2                | 23,8                | 20,5                | 16,2                | 12,2                | 18,8                |
| Норма опадів, мм        | 34.6                | 76.7                | 123.2               | 182.4               | 236.1               | 370                 | 348.9               | 326.8               | 249                 | 46.7                | 36                  | 33.4                | 2063.8              |
| Вологість повітря, %    | 72                  | 77                  | 79                  | 80                  | 80                  | 83                  | 81                  | 81                  | 78                  | 72                  | 70                  | 71                  | 77                  |
| ----------------------- | ------------------- | ------------------- | ------------------- | ------------------- | ------------------- | ------------------- | ------------------- | ------------------- | ------------------- | ------------------- | ------------------- | ------------------- | ------------------- |
| Джерело: data.cma.cn    |                     |                     |                     |                     |                     |                     |                     |                     |                     |                     |                     |                     |                     |